# Mama Said Knock You Out
Mama Said Knock You Out — четвёртый студийный альбом американского рэпера LL Cool J, выпущенный в 1990 году, через год после выпуска альбома Walking with a Panther, который не очень хорошо был принят критиками.

## История
Альбом содержит четыре сингла, которые являются хитами: «The Boomin’ System», «Around the Way Girl» (содержащий семпл из песни группы Mary Jane Girls под названием «All Night Long»), сингл с одноимённым названием (за который LL Cool J получил свою первую статуэтку «Грэмми» в 1992 году) и сингл «6 Minutes of Pleasure». Дисс-песня под названием «To Da Break of Dawn» стала одной из 20 лучших дисс-песен по версии журнала XXL. Сам альбом дебютировал на 16-й строчке чарта Billboard 200. Спустя некоторое время «Mama Said Knock You Out» получил дважды платиновый статус (RIAA), разойдясь тиражом в два миллиона копий. В 1998 году альбом стал одним из 100 лучших альбомов по версии журнала The Source. 

## Список композиций
1. «The Boomin’ System»
2. «Around The Way Girl»
3. «Eat ’em Up, L Chill»
4. «Mr. Good Bar»
5. «Murdergram»
6. «Cheesy Rat Blues»
7. «Farmers Blvd. (Our Anthem)» feat. Big Money, Bomb, Grip, HIC
8. «Mama Said Knock You Out»
9. «Milky Cereal»
10. «Jingling Baby (Remixed but Still Jingling)»
11. «To da Break of Dawn»
12. «6 Minutes of Pleasure»
13. «Illegal Search’»
14. «The Power of God»